# Valle del Baliem
La valle del Baliem è una valle situata tra i monti Jayawijaya, nella provincia indonesiana di Papua, sull'isola della Nuova Guinea. È un'ampia valle, situata ad un'altitudine media di 1600 m, e si trova amministrativamente nella reggenza di Jayawijaya.
Per la sua difficile accessibilità è stata scoperta solo negli anni 1930 dagli occidentali, che hanno così potuto incontrare un gruppo etnico, quello dei Dani, rimasto fino ad allora tecnologicamente all'età della pietra. Il centro abitato più importante della valle è Wamena.

## Geografia
La valle del Baliem è un'ampia valle, lunga circa 65 km e larga 16 km, situata tra i monti Jayawijaya, nella parte orientale della catena dei monti Maoke. Pur essendo prossima all'equatore, a causa della sua altitudine le temperature medie non sono elevate e si aggirano di giorno attorno ai 20 °C, mentre di notte scendono ulteriormente; non sono infrequenti le nevicate sui picchi circostanti, alcuni dei quali sono innevati in maniera quasi costante. Le precipitazioni raggiungono i 2000 mm di pioggia annuali, aumentando leggermente nelle valli laterali.
La valle è da sempre densamente popolata: vi abitano circa 100000 individui di etnia Dani, dediti alla coltivazione della patata dolce e all'allevamento dei maiali, anche se quest'ultima attività ha sempre avuto un valore più sociale e cerimoniale che di sussistenza.
Il principale centro della valle è Wamena, il cui nome significa “il posto dei maiali”, che conta circa 8 000 abitanti. La zona ha avuto un recente sviluppo turistico.

## Storia
La valle è rimasta isolata per secoli anche dopo la scoperta delle coste della Nuova Guinea nel 1511 e la presa di possesso della parte occidentale dell'isola da parte degli olandesi, annunciata nel 1826 e attuata solo a partire dal 1883; fino al 1910, tuttavia, questi ultimi si limitarono a fondare avamposti sulla costa. Alla fine del 1909 l'esploratore Hendrikus Albertus Lorentz, impegnato nella spedizione che sarebbe terminata con la prima ascensione al Puncak Trikora (allora chiamato “Monte Wilhelmina”), rimase ai margini meridionali della valle, stabilendo il primo contatto con alcune tribù Dani. Negli anni successivi altri esploratori, interessati per lo più a raggiungere le cime montuose, ebbero altri sporadici contatti; le spedizioni tuttavia si mantennero sempre ai margini della valle.
Nel giugno del 1938 l'esploratore statunitense Richard Archbold, durante un volo d'esplorazione nella zona, scoprì l'esistenza della valle del Baliem; accampatosi nelle vicinanze, inviò due distinte pattuglie che si incontrarono al centro della valle, dove furono successivamente installati alcuni campi. Nel 1945 un aereo militare americano precipitò nella valle, chiamata a quel tempo dai piloti Shangri-La perché vista dall'alto sembrava loro l'omonima terra mitica; i tre sopravvissuti allo schianto, riusciti a rifugiarsi presso i Dani, furono recuperati due mesi dopo da una missione di soccorso.
Dopo la seconda guerra mondiale cominciarono ad arrivare nella valle i primi missionari; lo stesso governo coloniale olandese, nel 1956, stabilì un posto di polizia a Wamena. Quando il governo indonesiano subentrò a quello olandese, nel 1962, i Dani cominciarono a manifestare spinte indipendentiste; la situazione ha portato a numerose rivolte, soffocate duramente. Lo sviluppo del turismo, cominciato a partire dagli anni 1980 e trainato dalla possibilità di incontrare una delle ultime società tradizionali rimaste nel Pianeta, vede alternarsi momenti di relativa apertura e di chiusura, dovuti ai periodi di tensione tra gli indigeni e il governo.